# 木衛一的火山活動

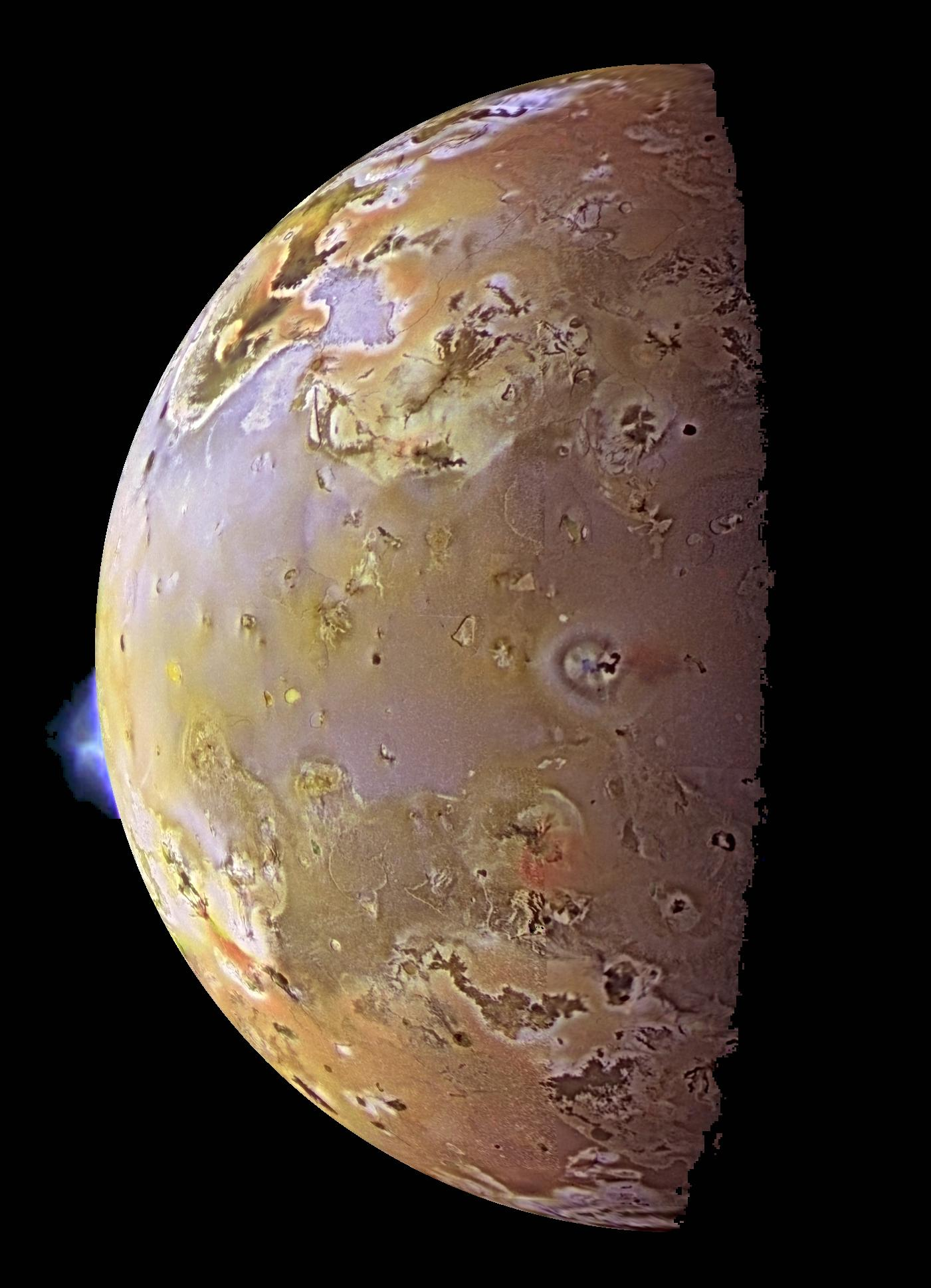
木卫一及两束来自地表的喷发羽流

木卫一上的火山活动，代表在木星的卫星艾奥表面所存在的火山、火山坑和熔岩流的活动。1979年，旅行者1号影像科学家琳达·蒙娜碧朵（Linda Morabito）发现了它的火山活动。通过曾飞掠的旅行者号、伽利略号、卡西尼号和新视野号等探测器及地基天文学家的观测，已发现了150多座的活火山。根据这些观测结果，预计将有多达400座此类火山存在。木卫一的火山活动使该卫星成为目前已知太阳系中仅四颗存在火山活动的天体之一(另外三颗是地球、土星的卫星恩克拉多斯及海王星的卫星崔頓)。
在“旅行者1号”飞越前不久，人们就首次预测到，木卫一火山活动的热源来自于其轨道偏心率所产生的潮汐加热，这不同于地球的内部热量，后者主要来自放射性同位素衰变和吸积的原始热能。木卫一的偏心轨道导致木星对它的引力在其轨道的最近点和最远点间产生了些微差异，从而引发潮汐起伏。这种变化也造成木卫一形状的改变并进而引起内部摩擦加热。若不是这种潮汐加热，木卫一就可能与月球一样，成为一颗大小和质量相当，覆盖着无数撞击坑，地质活动业已停止的卫星。
木卫一的火山活动形成了数百座火山喷发中心和广袤的熔岩地层，使它成为太阳系中火山活动最活跃的天体。现已确认了三种不同的火山喷发类型，它们在持续时间、喷发强度、熔岩流出速率以及喷发是否发生在火山内(称为“火山口”)等方面存在着差异。木卫一上的熔岩流有数十或数百公里长，主要成分为玄武岩，类似于地球上在夏威夷基拉韦厄火山等盾状火山所见到的熔岩 。虽然木卫一上大部分熔岩都是由玄武岩构成，但也看到了一些由硫和二氧化硫构成的熔岩流。此外，也检测到喷发温度高达1600 K（摄氏1300°；华氏2400°）的熔岩，这种高温可解释为属于超镁铁质硅酸盐熔岩的喷发。
木卫一地壳及表面分布着大量的含硫物质，一些火山喷发将硫、二氧化硫气体和火山碎屑物质送入到500公里（310英里）高的太空，形成巨大的伞状羽流，这些物质将周围地形涂抹成红、黑和/或白色，并为木卫一稀薄的大气和木星广阔的磁层提供了材料。由于木卫一的火山活动，自1979年太空探测器飞越以来，已观察到它许多的表面变化。

## 发现

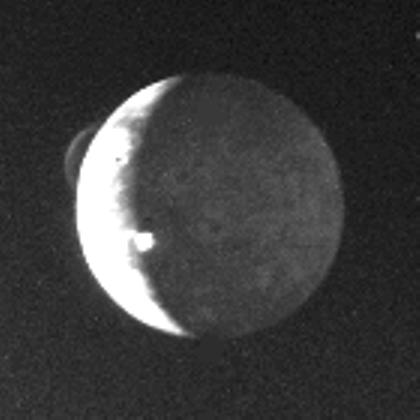
木卫一火山活动期间的发现影像。漂浮在星球边沿上方和晨昏线上的佩莱羽流和洛基羽流。

在1979年3月5日旅行者1号飞抵前，木卫一被认为是一颗类似月球般死寂的卫星，在发现环木卫一周围的“钠云”后，引发了对该卫星可能覆盖着蒸发岩的推测。
上世纪70年代，地基红外观测显示了一些新的发现，相较于其他几颗伽利略卫星，木卫一在10μm红外波长下，显示出异常高的热通量，而此时它正处在木星的阴影中。当时，这一现象被归因于木卫一表面有比欧罗巴和盖尼米德更高的热惯性，但这些结果随后又与在20μm波长下的情况大不一样，后者表明木卫一的表面性质其实与其他伽利略卫星基本相似。“罗伯特·纳尔逊”(Robert Nelso)和“布鲁斯·哈普克”(Bruce Hapke)试图通过喷气孔活动所产生在木卫一表面的短链硫同素异形体来解释这些光谱特征。自此以后，在较短波长下显示更高通量的原因，被认定是木卫一火山与太阳共同作用的结果，只是太阳提供的热通量效应可作用于更广域的波长。1978年2月20日，“维特伯恩”(Wittebor)等人在5μm波长下观察到木卫一热辐射急剧升高的现象，该小组当时也考虑到了火山活动，但数据显示这相当于木卫一表面上一处温度600K(摄氏300°；华氏600°)，面积8000公里2(3100英里2)的区域。然而，作者认为这种假设不太可能，转而将辐射来源集中于木卫一与木星磁层的交互作用上。
在旅行者1号交会前不久，“斯坦·皮尔”(Stan Peale)、“帕特里克·卡森”(Patrick Cassen)和“R·T·雷诺兹”(R. T. Reynolds)在《科学杂志》上发表了一篇论文，预言艾奥的表面和内部会因火山的修改而有所不同，有特质分明而非同性混合的岩石。他们的预测模型考虑到了木卫一轻微的偏心率轨道会造成木星引力的差异，并进而引发潮汐力对木卫一内部拉扯产生热量。依据他们的计算，木卫一内部同性物质孳生的热量将三倍于放射性同位素衰变单独产生的热量，这种作用大到可以很清楚地从木卫一上分辨出来。

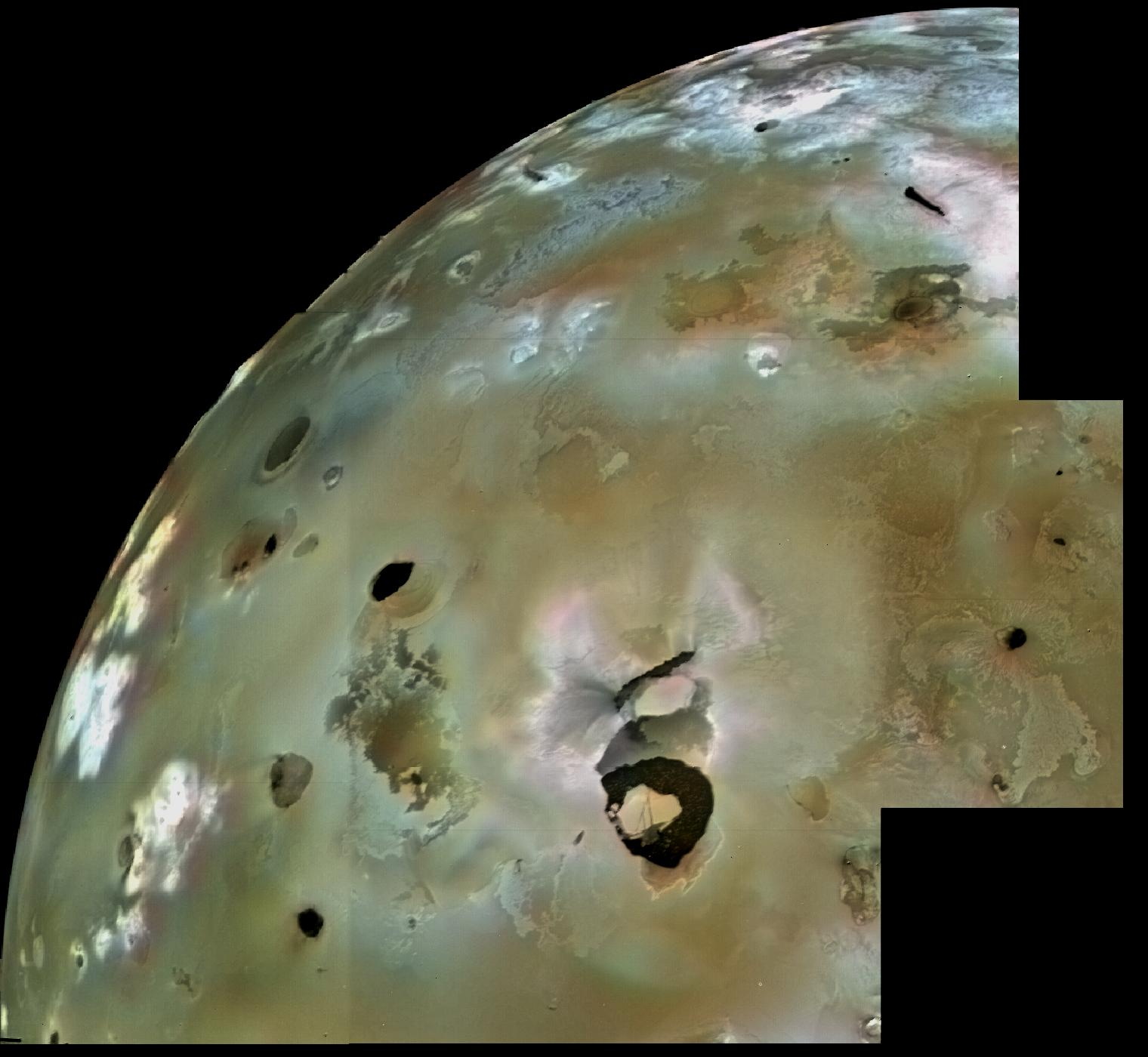
旅行者1号观察到的洛基火山口及附近的熔岩流和火山坑

旅行者1号首次拍摄的木卫一图像中并没显示有撞击坑，这表明它的地表非常年轻，陨石坑常被地质学家用来估算行星地表的地质龄。取而代之的是，旅行者1号观察到了一个多彩的表面，上面布满了形状不规则的洼地，缺乏撞击坑特有的凸起垒壁。旅行者1号还观察到了由低黏度液体构成的流体和巍峨孤耸、与地球火山不太类似的山脉。这些观察到的结果表明，正如皮尔和同事们的推论，木卫一表面已被火山活动严重侵蚀了 
1979年3月8日，在飞过木星的第三天，旅行者1号拍摄了一些木星卫星的图像，以帮助任务控制人员确定探测器的确切位置，这一过程被称为光学导航。为增强背景恒星的能见度，导航工程师“琳达·蒙娜碧朵”对木卫一的图像进行了处理，她在该卫星盘面边沿发现了一朵300公里(190英里)高的云。最初，她怀疑该云朵是木卫一后面的一颗卫星，但在那个位置并没有大小合适的天体出现，后该特征被确认为是一束火山羽流，产生于一处黑色洼地(后被命名为“佩莱火山”)活跃的火山活动。循着这一发现，又在旅行者号拍摄的木卫一图像中，找到了另外八束羽流。后来这些羽流被以神话中与火、火山或混乱有关的神祇分别命名为：普罗米修斯(Prometheus)、沃伦德(Volund)、阿米拉尼(Amirani)、茂伊(Maui)、马尔杜克(Marduk)、产灵(Masubi)和有两束独立羽流的洛基（Loki），同时，还发现了多个代表冷却岩浆的热辐射源。当比较旅行者2号与四个月前旅行者1号所拍摄的图像时，观察到木卫一地表已发生了明显变化，包括覆盖在阿呑火山口(Aten Patera)和苏尔特火山的新羽流沉积物。

## 热源
木卫一的内部热源主要来自木星引力产生的潮汐力，这种外部加热不同于地球上火山活动的内部热源，后者是放射性同位素衰变和吸积余热的结果。在地球上，这些内部热源驱动了地幔对流，进而通过板块构造引起火山活动。
木卫一的潮汐加热取决于它与木星的距离、轨道离心率、内部结构及物理状态，它与木卫二和木卫三的拉普拉斯轨道共振，使其维持了稳定的离心率并防止了轨道潮汐力的消散。由于木星引力在木卫一轨道近木极点和远木极点间的变化，导致木卫一潮汐垂直落差高达100米(330英尺)，这种不断变化的潮汐力也会使木卫一内部产生摩擦，足以引起显著的潮汐加热和熔化。与地球不同的是，地球大部分的内部热能是通过地壳传导释放的，而在木卫一上，内部热量是通过火山活动释放的，并产生高热流量 (全球总量：0.6-1.6 × 1014 瓦)。它的轨道模型表明，木卫一的潮汐热能随时间而变化，目前的热流并不代表长期平均值。从木卫一观察到，其内部释放的热量大于目前所估计的潮汐加热产生的热量，这表明木卫一在经历了一段较大的折曲后正在冷却。

## 构成

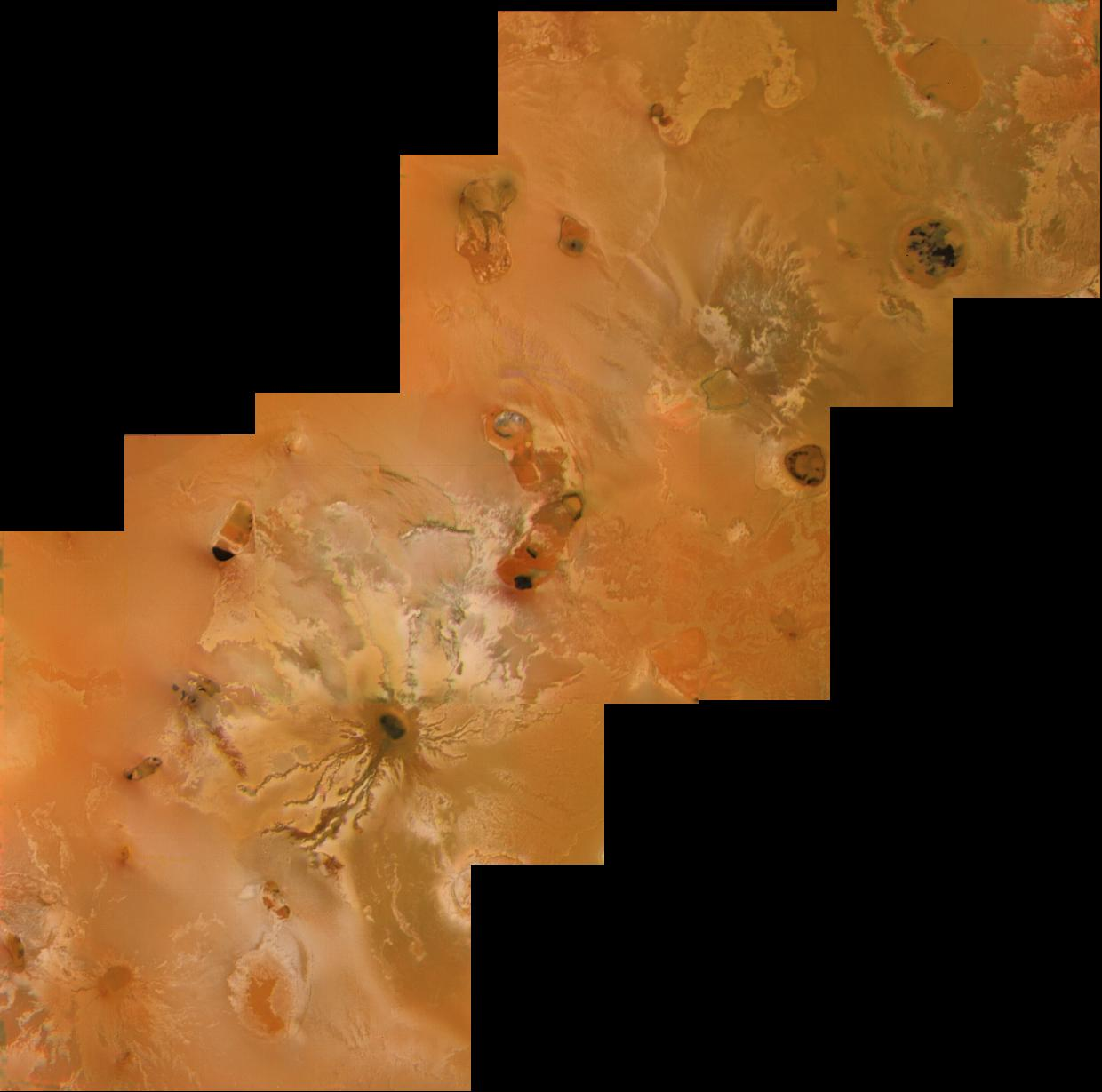
旅行者1号拍摄的拉火山口附近的火山坑和熔岩流

根据旅行者号图像的分析，科学家们认为木卫一上的熔岩流主要由各种形态的熔融元素硫构成，发现流体所显示的颜色与硫的各种同素异形体相类似。熔岩颜色和亮度的差异是多原子硫的温度、原子堆积及原子键合的函数。分析拉火山口向四周所辐射的流体显示，离喷口不同距离、不同颜色的物质都与液硫有关：靠近喷口的低反照率物质温度为525K(摄氏252 °；华氏485 °)；位于各流体中段的红色物质温度为450K(摄氏177 °；华氏350 °)；而在各流体远处末端的橙色物质温度则为425K(摄氏152；华氏305 °)。这种颜色模式对应了从中央喷口向外辐射的流体，在离开喷口后一路逐惭冷却的过程。此外，旅行者1号的红外干涉光谱仪和辐射计(IRIS)对洛基火山口热辐射温度的测量结果与硫磺火山活动相一致，但IRIS设备无法检测到指示更高温度的波长，这意味着旅行者号并没发现符合硅酸盐火山活动的温度。尽管如此，“旅行者号”的科学家们推断，硅酸盐必定在木卫一年轻的地表上发挥了作用，因为该卫星的高密度以及沿火山口的陡峭坑壁都需要硅酸盐来支撑。旅行者号飞越后的光谱、温度、结构数据间的矛盾，引发了行星科学家就木卫一熔岩流成分到底是由硅酸盐，还是由含硫物质构成的争论。
20世纪80和90年代，地基红外线研究重点从以硫磺为主的火山活动转移至以硅酸盐占主导地位，硫磺起次要作用的火山活动。1986年，在木卫一前导半球发生了一次明亮的喷发，其测得的温度显示至少有900K(摄氏600°；华氏1200°)，这远高于硫磺715K(摄氏442°或华氏827°)的沸点，表明至少部分木卫一上的熔岩流含有硅酸盐成分。1979年两艘抵达的旅行者号探测器在苏尔特火山以及维特伯恩(Witteborn)和同僚在1978年所观察到的火山喷发，都测得了相似的温度。此外，根据对木卫一上硅酸盐熔岩流的模拟表明，它们冷却较快，导致其热辐射主要由较低温的成分所控制，如凝固的流体，而不是小区域覆盖的接近实际喷发温度的静止熔浆。

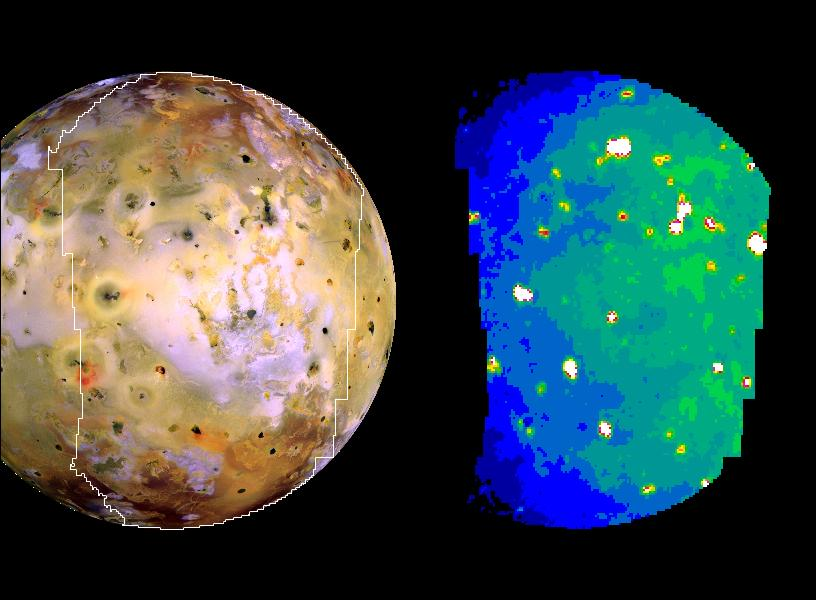
伽利略探测器拍摄的木卫一热辐射图

硅酸盐火山活动，含有铁镁质至超镁铁质(富镁)成分的玄武质熔岩。20世纪90年代和21世纪初，通过伽利探测器对木卫一上众多热点(探测到热辐射的地点)及黑色物质的光谱测量证实了这一点。伽利略探测器上的固态成像仪(SSI)和近红外成像光谱仪(NIMS)测量的温度显示，许多热点的高温分布范围从最低1200K(摄氏900°；华氏1700°)到最高1600K(摄氏1300°；华氏2400°)，就像1997年皮兰火山口爆发时一样。后来发现由于计算温度的热学模型有误，伽利略任务期间所初估接近2000K(摄氏1700°；华氏3100°)的喷发温度实际偏高了。对木卫一黑色物质的光谱观察表明存在斜方辉石，如顽火辉石，一种镁铁质和超镁铁质玄武岩中常见的富镁硅酸盐矿物，这种黑色物质广泛分布在木卫一火山坑、新熔岩流和最新爆发的火山喷口周边火山碎屑沉积物中。根据测得的熔岩温度及光谱数据反映，部分熔岩可能类似于地球上的科马提岩。火山喷发期间，熔岩在上升至地表过程中，由于挤压性过热，温度会进一步升高，这也许是造成部分喷发温度偏高的一种因素。
虽然木卫一火山温度的测量平息了旅行者号与伽利略号木星任务期间硫磺与硅酸盐之争，但在木卫一所观测到的现象中，硫和二氧化硫依然扮演着重要的角色。这两种物质都在木卫一火山产生的羽流中被检测到，硫是“佩莱型”羽流的主要构成成分；而在木卫一上发现的明亮流体，例如特苏伊·戈阿布熔岩流(Tsũi Goab Fluctus)、厄玛孔火山口(Emakong Patera)和巴尔德尔火山口(Balder Patera)等都揭示了喷发硫磺或二氧化硫的火山活动。

## 喷发样式
通过太空探测器和地基天文台对木卫一的观测，天文学家们已辨识出了该卫星上各种不同的喷发类型。确定了火山口内部型、流体主导型和爆炸主导型三种主要喷发模式。它们在持续时间、能量释放、亮度温度(由红外成像确定的)、熔岩流类型及是否局限在火山坑内等方面存在着差异。

### 火山口内部型喷发

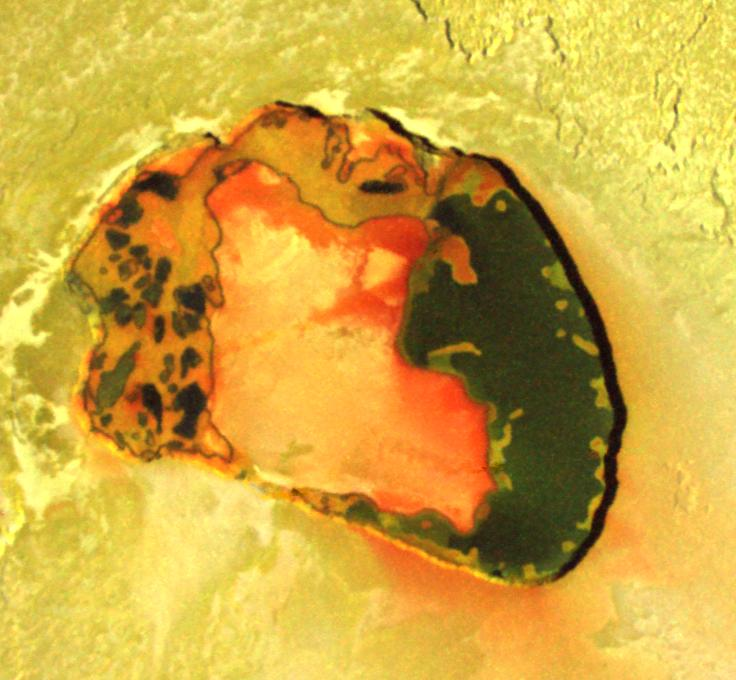
图潘火山口，一处火山洼地的示例

火山口内部型喷发(Intra-patera)发生在被称为“不规则火山口”(paterae)的洼地内，这些洼地通常有平坦的底表和陡峭的岩壁边界，类似于地球上的破火山口，但尚不清楚它们是否像地球上的一样，形成于崩塌的空岩浆室。一种推论认为，它们是通过火山岩床的剥露产生的，上覆的地层要么被炸开，要么沉落整合到了岩床中。一些火山口显示有多次崩塌的迹象，类似于火星奥林帕斯山顶部或地球上基拉韦厄火山的破火山口，表明它们偶尔也会形成像破火山口一样的火山口。由于形成机制仍不确定，国际天文学联合会在命名这些特征时，使用了拉丁描述词“paterae”。与地球和火星上类似的特征不同，这些洼地一般并不位于盾状火山的顶峰，而且外观更大，平均直径为41公里(25英里)，其深度只测量过少数几座火山口，通常超过1公里。木卫一上最大的火山洼地为洛基火山口，方圆约202公里(126英里)。无论它们的形成机制是什么，许多火山口的形态和分布都表明它们受到结构上的限制，至少有一半的火山口被断层或山脉包围。

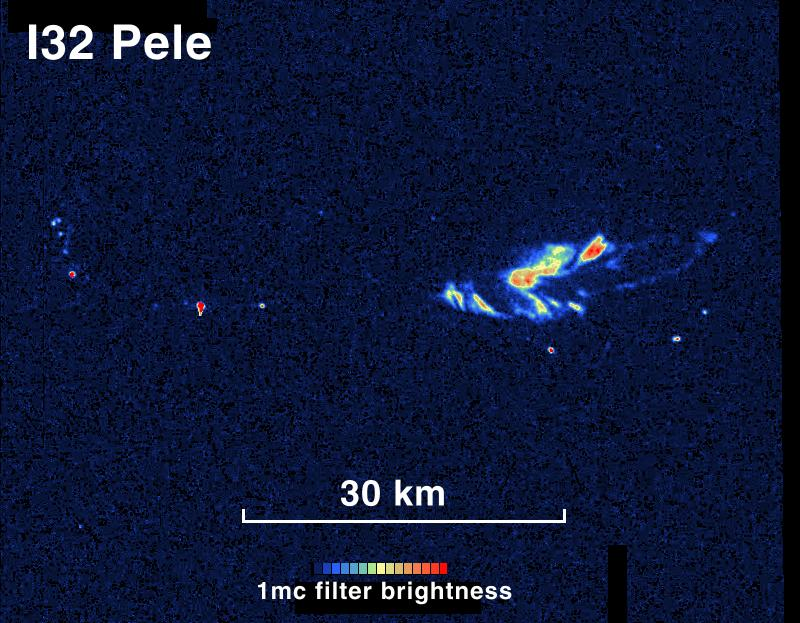
红外图像显示了佩莱火山熔岩湖夜间的热辐射

这种喷发方式的结果是在火山口内形成散布于坑底各处的熔岩流，或者是熔岩湖。除了伽利略在七次近距飞行的观察外，其它的观察由于分辨率不足和相似的热辐射特征，很难区别是熔岩湖，还是喷发在火山口坑底的熔岩流。火山口内部喷发的熔岩流，比如2001年的吉什巴尔火山口，其规模也可能与纵横蔓延在爱奥尼亚平原上的一样大。在许多火山口内，比如卡马斯特里火山口(Camaxtli Patera)也观察到了类似熔岩流的特征，这表明熔岩流会周期性地重复露出坑底表面。
木卫一上的熔岩湖是一些洼地，部分填满了熔化的岩浆，覆盖着一层薄薄的凝固壳，这些熔岩湖与下方的岩浆库直接相连。对木卫一几座熔岩湖的热辐射观测显示，沿火山口边缘充斥着炽热的熔岩，这是由于火山口边缘的熔岩湖地壳破裂引起的。随着时间的推移，因凝固的熔岩比下面静止的岩浆密度更大，熔岩湖表面就会形成一层外壳，从而引发火山热排放的增加。对于一些熔岩湖，比如佩莱火山熔岩湖，这种情况会一直持续发生，使佩莱火山成为木卫一上一处近红外光谱特征最亮的热源，在其他地点，如洛基火山口，这种情况可能偶尔发生。当这些平静的熔岩湖发生翻腾对流时，旧湖壳会以每天约1公里(0.6英里)的速度熔化下沉并扩展至整个火山口，新的外壳将随之而形成，直止整个湖面凝结出一层新外壳。只有当新外壳冷却变厚，并无法再漂浮在岩浆之上时，另一轮新的喷发就会开始。在一次外壳熔化下沉过程中，洛基火山释放出的热量是外壳稳定时的10倍。

### 流体主导型喷发

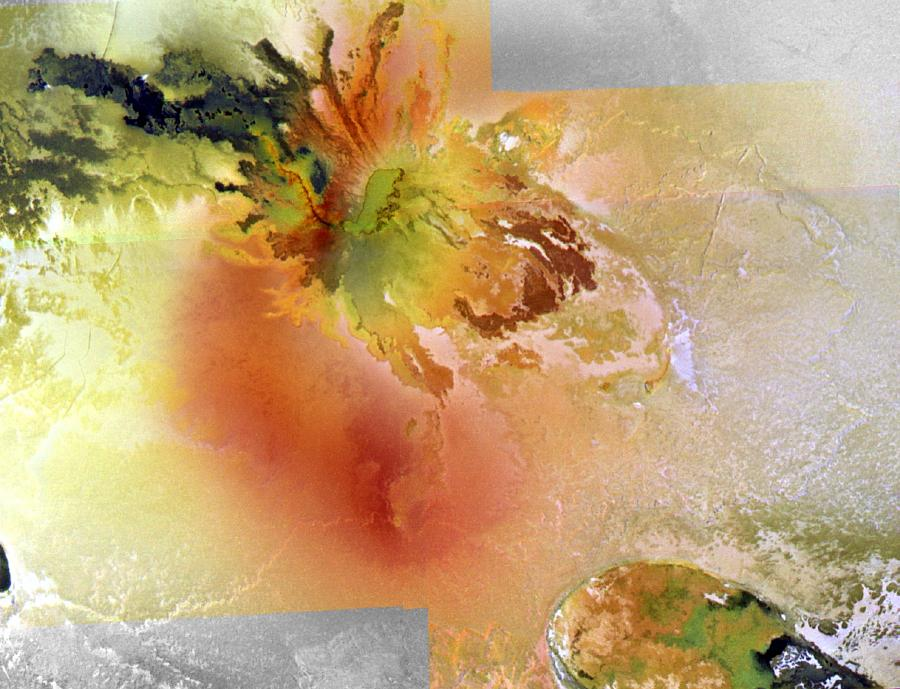
库林火山口，流体主导型喷发的示例。

流体主导型喷发也称作“普罗米修斯型”喷发，是产生出大范围、混合型熔岩流的“长寿”性火山活动，这些流体扩散的范围使它们成为木卫一上主要的地形类型。在这种类型的喷发中，岩浆从火山口坑底喷孔涌出到喷孔周围的火山口表面，或从平原裂缝中溢出至地表，产生膨胀、混合的熔岩流，类似于夏威夷的基拉韦厄火山。伽利略探测器拍摄的图像显示，木卫一上许多主要的熔岩流，像普罗米修斯火山和阿米拉尼火山都是从旧熔岩流表面细小裂缝中涌出的岩浆堆积而成。流体主导型喷发与爆炸主导型喷发的不同之处在于它们的寿命更长，单位时间内输出的能量较低，熔岩能以稳定的速度喷发，一般可持续数年或数十年。
在阿米拉尼火山和产灵火山曾观测到300公里(190英里)长的流动熔岩流场，而覆盖面积超过12.5万公里2(4.8万英里2)，比尼加拉瓜略大的“雷公熔岩流”(Lei-Kung Fluctus)却是一处相对不活跃的熔岩流场。伽利略探测器没有测到流场的厚度，但在它们个别涌出口表面，可能有1米(3英尺)厚。在大多数情况下，流动的熔岩在距离喷口几十到几百公里的地方涌出地表，在喷口和地表出口之间观察到的热辐射量很低，这表明在这一段，熔岩是通过熔岩管从喷口源流向出口的。
尽管这些喷发通常具有稳定的喷发速率，但在许多流体主导的喷发点，也都观察到了更剧烈的熔岩爆发。例如在1979年旅行者号和1996年伽利略号的观测之间，普罗米修斯流场的前缘前移了75至95公里(47至59英里)。虽然总体上与爆炸主导型喷发比显得相形见绌，但这些混合流场的平均流速却远大于同时代地球上所观察到的熔岩流。伽利略任务期间，普罗米修斯火山和阿米拉尼火山的平均地表覆盖率为每秒35-60米2(380-650英尺2)，而在基拉韦厄火山观测到的平均地表覆盖率仅为0.6米2(6.5英尺2)。

### 爆炸主导型喷发

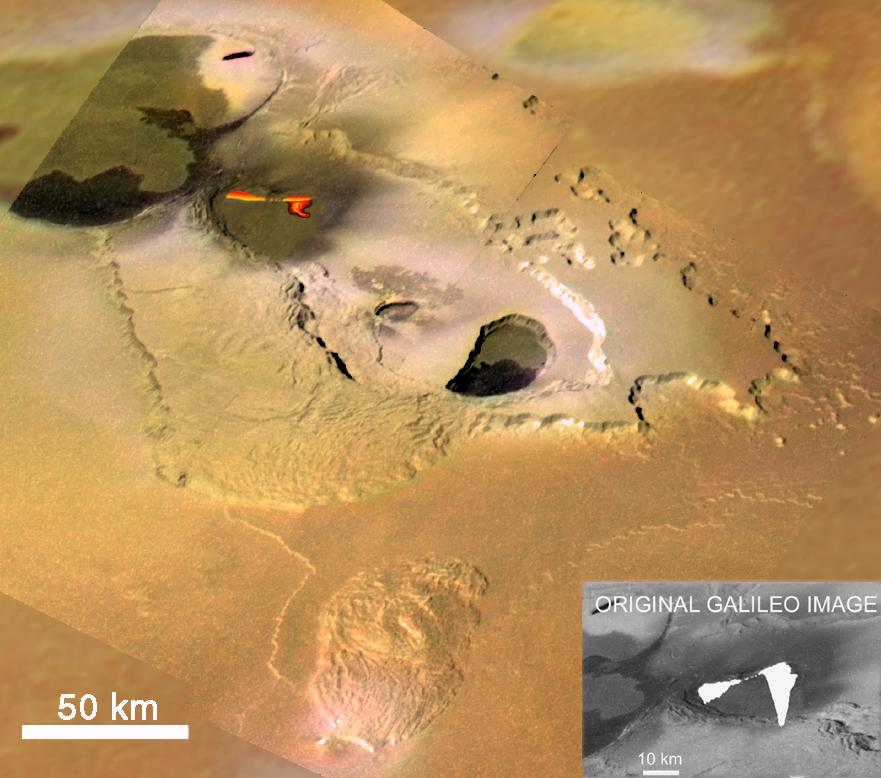
1999年伽利略探测器在陀湿多火山口拍摄的活跃熔岩流和熔岩喷泉

爆炸主导型喷发被称作“皮兰型火山活动”，是木卫一上最突出的喷发类型。根据地球上的观测，有时将它们称为“爆炸式”喷发，具有持续时间短(仅数周或数月)、喷发启动快、大容量流率和高热辐射的特点，会导致木卫一在近红外波段下整体亮度出现短暂而明显的提升。在木卫一上观测到的最强烈火山喷发，是2001年2月22日地基天文学家在苏尔特火山所看到的一次“爆炸式”喷发。
当一团来自木卫一深处熔融地幔的岩浆体(“岩脉”)到达地表裂缝处时，在内部巨大压力的压迫下，就会发生爆炸主导型的喷发，并产生壮观的熔岩喷泉。爆发初期，热辐射主要集中为强烈的1-3微米红外辐射，这是由喷源口喷泉内大量曝露、新鲜的岩浆所产生的。1999年11月和2007年2月，在陀湿多不规则火山口内一座更小的“巢状”火山口发生的爆炸式喷发，形成了一道25公里(16英里)长、1公里(0.62英里)高的熔岩“帷幕 ”。
这些熔岩喷泉所曝露的大量熔岩，为研究人员测量木卫一熔岩的实际温度提供了绝佳机会。测得的温度显示，成分类似于前寒武纪科马提岩(大约1600K或摄氏1300 °或华氏2400 °)的超镁铁质熔岩，在此类喷发中占主导地位，但也不排除岩浆在上升至地表时的过热导致了喷发温度升高的因素。

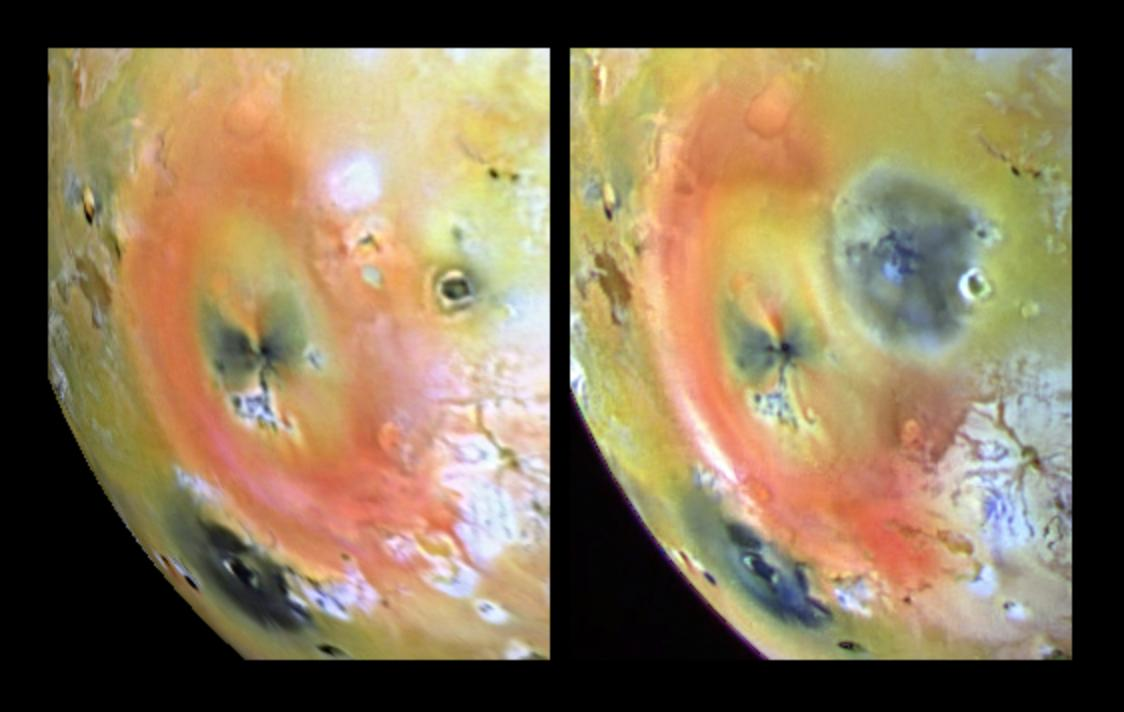
两张伽利略探测器相隔168天拍摄的照片，显示了1997年皮兰火山口“爆炸主导型喷发”的影响。

虽然更具爆炸性的熔岩喷泉也许只能维持几天到一周，但爆炸主导型的喷发可持续数周至数月，并产生大量的硅酸盐熔岩流。1997年皮兰火山口内西北坑底一道裂隙产生的大喷发，喷出了超过31公里3(7.4英里3)的新熔岩，持续了2+1⁄2到5+1⁄2个月，后来这些熔岩淹没了皮兰火山口的坑底。伽利略的观测表明，1997年火山爆发期间，皮兰火山的熔岩覆盖率为每秒1000至3000米2(11000至32000英尺2)。熔岩流的厚度为10 米(33英尺)，而在普罗米修斯火山和阿米拉尼火山熔岩流场中观察到的厚度仅1米(3英尺)。与此相似，伽利略探测器于2001年在托尔火山观测到了快速流动的熔岩流，此种流动速率与地球上1783年冰岛拉基火山的喷发和陆相玄武岩溢流喷发很相似。
爆炸主导型喷发会在环喷发点周围的地表上产生剧烈的变化(但通常是短暂的)，例如大面积的火山碎屑和从熔岩喷泉逸出气体中产生的羽流沉积物。1997年，皮兰火山口爆发产生了400公里(250英里)宽的黑色硅酸盐物质和明亮的二氧化硫沉积物；2000年和2007年的陀湿多不规则火山口内一座更小的“巢状”火山口发生的爆炸式喷发，形成了一道25公里(16英里)长、1公里(0.62英里)高的熔岩“帷幕”。

## 羽流

新视野拍摄的五帧连续照，拍摄时间超过8分钟，显示了陀湿多火山口的喷发物飘浮在木卫一地表上方330公里(210英里)。

1979年在佩莱火山和洛基火山口发现的火山羽流，为木卫一活跃的地质提供了确凿的证据。一般来说，当硫磺和二氧化硫等挥发物以每秒1公里(0.62英里/秒)的速度从木卫一火山被喷发到空中时，就会产生羽流，形成伞状的气体和尘埃云。在火山羽流中可能还会发现钠、钾和氯等在内的其他物质。火山羽流虽然在外观上引人注目，但相对少见，在木卫一所观测到的约150座活火山中，只有其中的几十座喷发过羽流。木卫一上有限的熔岩流面积表明，抹去了木卫一大部分撞击坑记录的地表更新，一定是来自火山羽流的沉积物 。

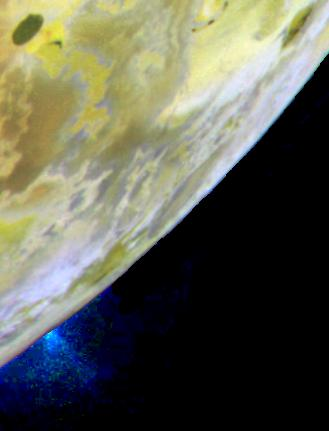
1999年7月，木卫一产灵区喷发的一束高约100公里的羽流。

木卫一上最常见的火山羽流是尘埃羽流，或“普罗米修斯型”羽流，产生于地表上被漫溢的熔岩流前缘气化蒸发的二氧化硫霜。“普罗米修斯型”的羽流包括有普罗米修斯、阿米拉尼、札巴巴和产灵等。这些羽流通常不到100公里(62英里)高，喷发速率约为每秒0.5公里(0.31英里/秒)。普罗米修斯型的羽状物富含尘埃，带有稠密的内流柱和顶层激波罩，看上去外观呈伞状。这些羽流通常会在地表形成半径100至250公里（62至155英里），主要由二氧化硫霜构成的圆形明亮沉积区。“普罗米修斯型”羽流经常出现在“流体主导型”喷发中，这能使此类羽流保持相当长的寿命。旅行者1号在1979年所观测到的六束普罗米修斯型羽流中，有四束也被后来的伽利略号探测器及2007年的新视野号观测到。虽然探测器拍摄的白昼可见光图中尘埃羽流清晰可见，但许多普罗米修斯型羽流则有一层由更多气体物质组成，更浅淡朦胧的外侧晕，其高度接近更大的“佩莱型”羽流。
木卫一最大的喷流-“佩莱型”羽流，形成于携带着硅酸盐火山碎屑物，从火山口或熔岩湖喷发的岩浆中逸出的硫磺和二氧化硫气体。曾观察到少数佩莱型羽流通常与“爆炸主导型”喷发有关，而且寿命很短，但唯一例外的是佩莱火山，它与一座长期活跃的熔岩湖喷发有关，虽然该羽流(喷流)被认为是间歇性的。与这些羽流有关的喷口，其温度和压力更高，导致产生了高达每秒1公里(0.62英里/秒)的喷发速度，可让它们抵达300到500公里(190到310英里)的高度。“佩莱型”羽流形成了红色(来自短链硫)和黑色(来自硅酸盐火山碎屑)的表面沉积物，如在佩莱火山所看到的直径1000公里(620英里)宽的巨大红色环。佩莱型羽流喷发的含硫成分被认为是木卫一地壳中的过量硫及岩石圈深处硫溶解度降低的结果。由于尘埃含量低，它们通常比普罗米修斯型羽流更浅淡难辨，因此，有些被称为“隐形羽流”。这些羽流有时只能在木卫一处于木星阴影下或紫外线下拍摄的图像中看到。当气体抵达喷流顶端时，硫磺和二氧化硫就会凝结，形成在阳光下所拍摄图像中可看见的小尘埃，这就是为什么这些羽流缺乏在“普罗米修斯型”羽流中所看到的稠密中心柱(形成于羽流源处的尘埃)的原因。在佩莱火山、陀湿多火山口和格里安火山口(Grian)所观测到的羽流都属于“佩莱型”羽流。

## 外部連結
- Summary of known Io volcanic activity, 1995–2001
- Io surface changes candidates （页面存档备份，存于）
- Io's volcanic features （页面存档备份，存于）